# Amphisbaena alba
Amphisbaena alba е вид влечуго от семейство Amphisbaenidae.

## Разпространение
Видът е разпространен в Боливия, Бразилия, Венецуела, Гвиана, Еквадор, Колумбия, Панама, Парагвай, Перу, Суринам, Тринидад и Тобаго и Френска Гвиана.